# Hypsicera postfurcalis
Hypsicera postfurcalis là một loài tò vò trong họ Ichneumonidae.